# Eduardo Moreno (poeta)
Eduardo Moreno (Buenos Aires Argentina, 27 de septiembre de 1906 – ídem, 12 de julio de 1997) fue un poeta conocido por haber escrito letras de tango, entre las que se encuentran las de Recuerdo que llevó música de Osvaldo Pugliese. También fue periodista del diario Última Hora, director de la revista Esctrellas  (años 40) y crítico teatral.

## Actividad profesional
Creció en el barrio de Palermo y desde chico escuchó y gustó del tango en cafés del vecindario en los instrumentos de músicos como Bardi, Vicente Greco, Roberto Firpo, Juan Maglio.
A los dieciséis años comenzó a trabajar en el diario Última Hora, destinándole a la crítica teatral, que estaba a cargo del dramaturgo Julio Escobar, que suplía al jefe natural Samuel Linnig, por entonces enfermo, pero que estaba tan absorbido por su labor de autor -por momentos tenía simultáneamente cuatro obras suyas en cartel- que finalmente era Moreno quien escribía los comentarios. 
Escobar dejó el diario y pasó a Crítica y Moreno lo siguió. Trabajó en la radiofonía como recitador criollo, charlista y autor de radioteatros. También trabajó como actor teatral y llegó, más tarde, a tener su propia compañía. Para el cine escribió la música de la película El escuadrón azul (1937).

## Declaraciones de Eduardo Moreno
En una entrevista de 27 de febrero de 1993 Moreno recordaba personas que conoció en su paso por los ambientes de teatro y de tango, Del comediógrafo Alberto Vaccarezza dijo que en sus obras siempre le daba preponderancia al tango y que sus críticos decían que siempre repetía el sainete anterior y le reprochaban su uso del lunfardo y sus ambientes tangueros.
Sobre Carlos de la Púa recordó que la edición del libro con sus poemas lunfardos fue financiada por “el capo de la reventa de Crítica y que fuera de la poesía de la Púa no usaba ese vocabulario sino que se expresaba como el periodista culto que era.
También recordó a Malena de Toledo, una cancionista chilena que usaba el apellido de su primer marido y era chilena, a quien contactó con el conjunto Vardaro-Pugliese, que la contrató. Otros mencionados con los que tuvo especial relación fueron Anselmo Aieta, Roberto Firpo y Enrique Delfino. Contó que a Agustín Bardi no le gustaban los tangos con letra pese a lo cual fue justamente por estas que se difundieron mucho tangos como La última cita, Nunca tuvo novio, Madre hay una sola.
Relata que Héctor Blomberg era corresponsal en París del diario La Razón y se había llevado con él a su secretaria, egresada de Filosofía y Letras que se enfermó y falleció allá inspirando la letra de La que murió en París. 
Refiriéndose a la época de su juventud dice  que el tango no era plebeyo, no era solamente del barrio o del conventillo, y así por ejemplo José Ingenieros y Alberto Ghiraldo, iban a bailar el tango, como otros hombres cultos lo hacían.
Señala su admiración por Carlos Gardel e Ignacio Corsini; de Eduardo Pereyra, El Chón, opinó que era un inspirado que a los 12 años había  compuesto el tango El africano a pedido del dueño del café del mismo nombre, en la ciudad de Rosario. Además, un pianista delicado, diferente a todos los de su tiempo, que compuso numerosos tangos que firmaron otros. Sobre Canaro, con quien estuvo varios años en SADAIC, dice que fue un personaje muy calumniado.

## Labor como letrista
En 1924 el violinista Emilio Marchiano puso música a una letra de Moreno, La sombra de Milonguita tango que luego grabó Francisco Canaro.
Están registradas a su nombre más de 120 obras, muchas de las cuales nunca fueron grabadas. Entre los títulos que se recuerdan se encuentran los valses Dulce amanecer, con Adolfo Pérez Pocholo; Madre inolvidable y Sonoro cascabel con Juan Canaro; Navidad, Marga (Un pensamiento) , Noche de Mayo, con Osvaldo Pugliese; y los tangos: Y a mí qué me importa,con Elvino Vardaro; Fantoches, con Roberto Zerrillo; Brindemos esta noche con Anselmo Aieta; Canta muchachita, con Emilio González; Tu perfume rosa, con Eduardo Pereyra; Noche de bohemia, con Armando Baliotti; Ausencia, con Osvaldo Pugliese; Gigí y Viejo sillón, con Enzo Valentino; Barra de oro, Pálida princesa con música propia. Además,  pedido de las editoriales, puso letra a tres tangos de Eduardo Arolas: Nariz, La cabrera y Bien tirao.

## El tangoRecuerdo
En un café de Canning -actualmente Scalabrini Ortiz- y Gorriti, que, entre otros tangueros, frecuentaban Vardaro y Cayetano Puglisi, se hizo amigo del violinista Vicente Salvador Pugliese, hermano mayor de Osvaldo, que llamaban Fito, que siempre tenía dificultades con el padre. La melodía de Recuerdo se la hizo escuchar Pugliese y se la llevó en la cabeza. Por la noche, en el café de La Boca donde solía encontrarse con amigos, se puso a escribir y la letra salió de un tirón. 

## Represión cultural iniciada por la dictadura de 1943
A partir de 1943 dentro de una campaña iniciada por la dictadura militar de 1943 que obligó a suprimir el lenguaje lunfardo, como así también cualquier referencia a la embriaguez o expresiones que en forma arbitraria eran consideradas inmorales o negativas para el idioma o para el país, muchos músicos y letristas debieron modificar el texto de los tangos para que se permita su difusión.
Moreno contó en un reportaje que lo llamaron por los tangos Recuerdo y Barra de oro. Le dijeron que la palabra barra era lunfarda, y si bien pudo convencer de que no lo era al empleado, al final este le dijo: «Está bien, pero ponga otra cosa porque barra suena a lunfardo». De Recuerdo cuestionaban la frase que dice: «En las suaves noches del ambiente del placer» y también la expresión «café concert», que debía ser «El café del ayer». El lugar era salón  grande con dos mesas en las que unas veinte mujeres de un lado y unos veinte hombres del otro, trabajaban sobre letras para modificarlas. Al jefe de la censura lo había visto varias veces en un café de Villa Urquiza, un «tiramanga de boliche» que cantaba con una guitarra y luego pasaba el platito. Tenía un hermano que cantaba boleros. Eran los hermanos Vicente y Emilio Crisera.
Las restricciones continuaron al asumir el gobierno constitucional el general Perón y en 1949 directivos de SADAIC le solicitaron al administrador de Correos y Telecomunicaciones en una entrevista que se las anularan, pero sin resultado. Obtuvieron entonces una audiencia con Perón, que se realizó el 25 de marzo de 1949, y el presidente –que afirmó que ignoraba la existencia de esas directivas- las dejó sin efecto.
En octubre de 1953 se aprobó la Ley de Radiodifusión n.º 14.241 que no tenía previsiones sobre el uso del lenguaje popular en radio pero las restricciones en alguna medida continuaban, y motivó la denuncia de SADAIC en enero de 1950 a la irradiación de ciertos temas por Radio El Mundo; no obstante tal denuncia, en 1952 la propia entidad de los autores acordó con las autoridades una lista de canciones populares que por razones de buen gusto o decoro idiomático no debían pasarse por radio; en definitiva, SADAIC no cuestionaba la censura en sí misma sino quién la aplicaba.
Por otra parte, por temor de los músicos algunas piezas, como el tango Al pie de la Santa Cruz y la Milonga del 900, siguieron ejecutándose con modificaciones en las partes a las que se podía asignar contenido político.
Moreno falleció en Buenos Aires el 12 de julio de 1997.